# 馬樹禮
馬樹禮（1909年8月3日—2006年7月19日），名書南，號未甫，江蘇省漣水縣人，中華民國政治人物、外交官、知日派，中華民國與日本斷交後的首任駐日代表（大使級）。
日本明治大学政治系、菲律宾马尼拉圣托马斯大学政治外交系毕业。中央训练团党政班第5期、国防研究院第6期结业。民国37年2月，参加上海市选区的立法委员选举并当选。1982年獲頒明治大学榮譽博士。早年旅居南洋一帶（东南亚），曾在马来亚、新加坡、印尼、菲律宾等地担任「侨报」编辑、总编辑（如印尼中華商報社長），以及「侨校」教员、主任、校长等职（如馬來亞柔佛新山寬柔學校校長）。
曾任臺北駐日本經濟文化代表處代表（亞東關係協會代表）、中國國民黨秘書長（其副秘書長為宋楚瑜及馬英九）、中國國民黨中央評議委員會主席團主席、總統府資政、三民主義統一中國大同盟理事會主任委員。
1987年7月卸任，翌年初当选「三民主义统一中国大同盟」主委。曾多次赴美与中國大陆留学生、学者座谈，並曾邀请五位大陆留学生访臺。2000年4月曾回大陆地區扫墓祭祖。
馬樹禮通曉多國語言，包括英語、日語、马来語和印尼语等，岳父為顧祝同。
馬樹禮於2000年中華民國總統選舉中，以國民黨黨員身分支持脫離國民黨獨立參選的宋楚瑜，後因許多國民黨黨員反對處分馬樹禮而未遭黨紀處分。
2006年7月19日病逝於台北市立和平醫院

## 著作
- 《反共抗俄基本論》翻譯為印尼文出版(Chiang Kai Sek, Dasar anti-komunis, Djakarta : Inmajority, 1956)
- 《印尼商業年鑑》(雅加達：中華商報社，1955)
- 《印尼的變與亂》(台北：海外出版社，1956)
- 《印尼現局之分析》(手冊，1957)
- 《印尼獨立運動史》(香港：新聞天地社，1957)
- 《印尼政情與僑情》(演講稿，1966)
- 《黨務與僑務之配合》(僑務委員會海外僑團工作幹部講習會講義，1968)[5]。
- 《使日十二年》（台北：聯經出版事業公司，1997）

馬樹禮所編著《印尼獨立運動史》等書，被學界公認為以華文撰寫的印尼近代史經典之作。